# Geringde viltkop
De geringde viltkop (Mallocybe agardhii) is een paddenstoel uit de familie Inocybaceae. Hij vormt Ectomycorrhiza. Hij groeit bij wilg: in de vochtige duinvalleien is dit in de buurt van kruipwilg en in bermen bij boswilg. De vruchtlichamen komen voor van juni tot november. Ze staan vaak in kleine groepjes. De soort kenmerkt zich door een dik velum dat een wollige wollige ringzone op de steel achterlaat.

## Kenmerken

### Uiterlijke kenmerken
Hoed
De hoed heeft een diameter van 25 tot 80 mm. De vorm is klokvormig tot licht umbonaat en wordt platter met een ingesneden rand. Het oppervlak is viltig en vezelig, niet opvallend schubbig. De hoedkleur is lichtbruin en in het midden donker. Het velum op de hoed is wittig/zilverachtig.
Lamellen
De lamellen zijn bleek okerachtig oranjebruin, uiteindelijk bruin lederkleurig met een witte lamelsnede. Ze zijn sinuate-adnate aan de steel gehecht.
Steel
De steel heeft een lengte van 20 tot 60 mm en een dikte van 3 tot 12 mm. Hij is hol en bij jonge vruchtlichamen met een duidelijke ringzone. Er is een cortina aanwezig en de kleur is wittig.
Geur en smaak
De geur is afwezig of muf-aards tot zurig tot onplezierig. De smaak is afwezig of licht onprettig.

### Microscopische kenmerken
De sporen zijn glad en meten 8,0-11,0 × 5,0-6,5 μm. De basidia zijn 4-sporig en meten 30-35 × 7-8 µm. De dunwandige cheilocystidia zijn zeer onregelmatig gevormd (meestal knotsvormig) en hebben vaak een langwerpig (sub)cilindrisch eindsegment. Ze meten 15-30 × 10-18 μm. Soms staan ze in korte ketens aaneengeschakeld met gespen. Er zijn geen pleurocystidia aanwezig (net als alle soorten uit het genus).

## Verspreiding
In Nederland komt hij matig algemeen voor. Hij staat niet op de rode lijst en is niet bedreigd.

## Naam
Mallocybe agardhi is vernoemd naar de botanicus Carl Adolph Agardh (1785-1859).